# WTA San Antonio 1977
Il WTA San Antonio 1977 è stato un torneo di tennis giocato sul cemento. È stata la prima edizione del torneo, e ha fatto parte dei Tornei di tennis femminili indipendenti nel 1977. Si è giocato a San Antonio negli USA dal 20 al 26 marzo 1977.

## Campionesse

### Singolare
Billie Jean King ha battuto in finale  Mary Hamm con il punteggio di 6–3, 3–6, 6–3

### Doppio
Karen Krantzcke /  Kym Ruddell hanno battuto in finale  Judy Connor /  Jane Preyer con il punteggio di 6–3, 6–0